# Commission scolaire des Patriotes
 (septembre 2020).
Pour les raisons suivantes :
- Les commissions scolaires québécoises étaient une forme de gouvernement local composé de commissaires élus et disposant de pouvoirs de taxation. Leur admissibilité dans Wikipédia est bien établie.
- Par contre, les centres de service scolaires sont plutôt des centres administratifs relevant du ministère de l'Éducation. Leur mode de gestion et leurs pouvoirs sont différents de ceux des commissions scolaires. Leur admissibilité selon les critères de Wikipédia n'a pas encore été démontrée.
- Vu leur nature différente, les éventuels articles sur les centres de services scolaires devraient être distincts de ceux des commissions scolaires, et non des renommages de ceux-ci.
- Les contributeurs sont invités à discuter de ce sujet sur Discussion Projet:Québec.

 (mars 2013).
Si vous disposez d'ouvrages ou d'articles de référence ou si vous connaissez des sites web de qualité traitant du thème abordé ici, merci de compléter l'article en donnant les références utiles à sa vérifiabilité et en les liant à la section « Notes et références ».
La Commission scolaire des Patriotes (ou CSP) est une ancienne commission scolaire québécoise de la Montérégie desservant 21 municipalités dans les MRC de Marguerite-D'Youville et de La Vallée-du-Richelieu, de même que Boucherville et Saint-Bruno-de-Montarville. 
Elle était le résultat de la fusion de trois commissions scolaires en 1998, soit les Commissions scolaires de l'Eau-Vive, Mont-Fort et de l'Argile Bleue. Elle est abolie en 2020 et remplacée par un centre de services scolaire.